# Homs (província líbia)
Homs (em árabe: الخمس; romaniz.: Ḫums) foi uma província da Líbia com capital em Homs. Criada em 1963, segundo registro desse ano havia 162 126 residentes e compreendia o território de Homs, Saufajim e Taruna. Segundo o censo de 1973, havia 160 882 residentes. Foi substituída pelo distrito de Homs.